# Zeidae

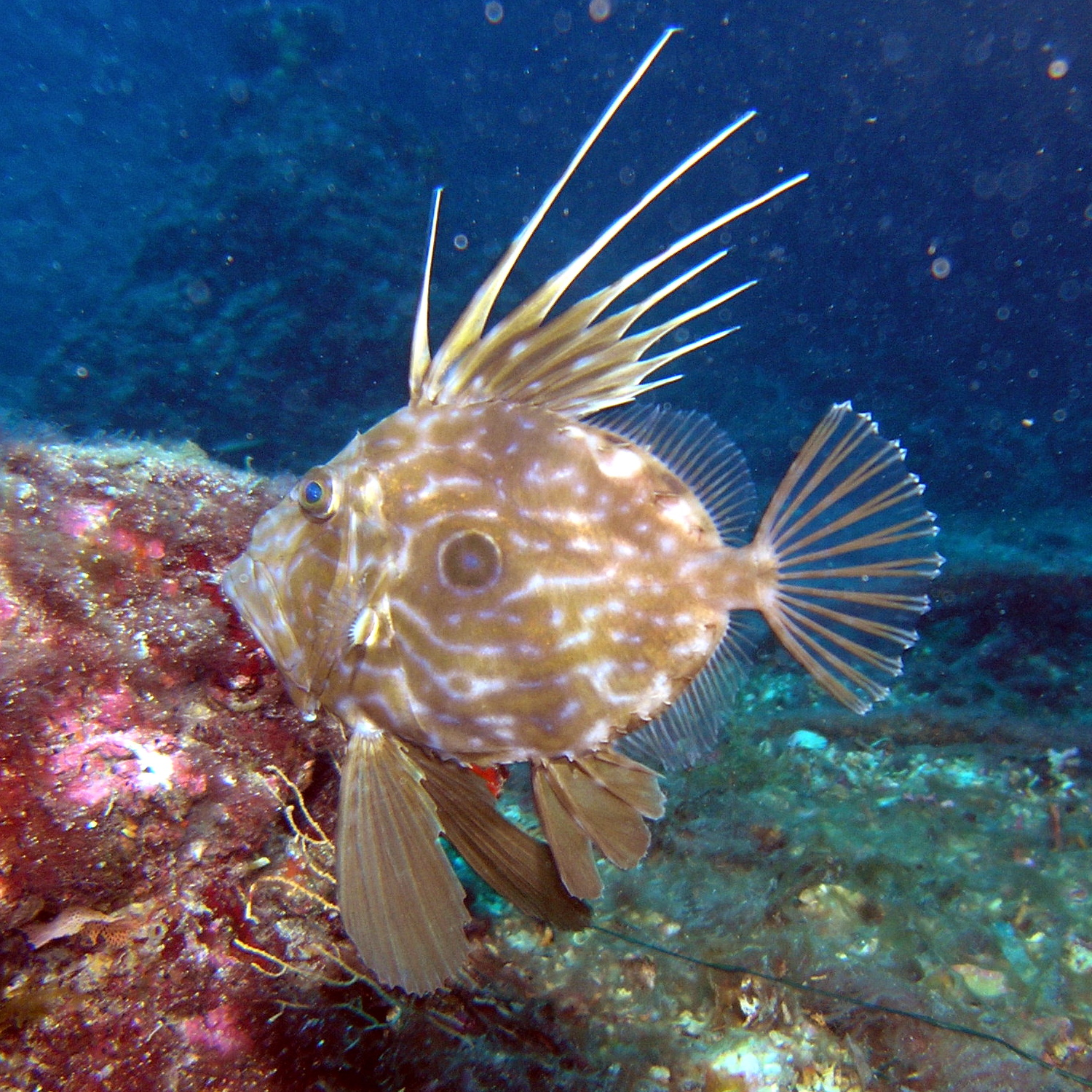
Zeus faber

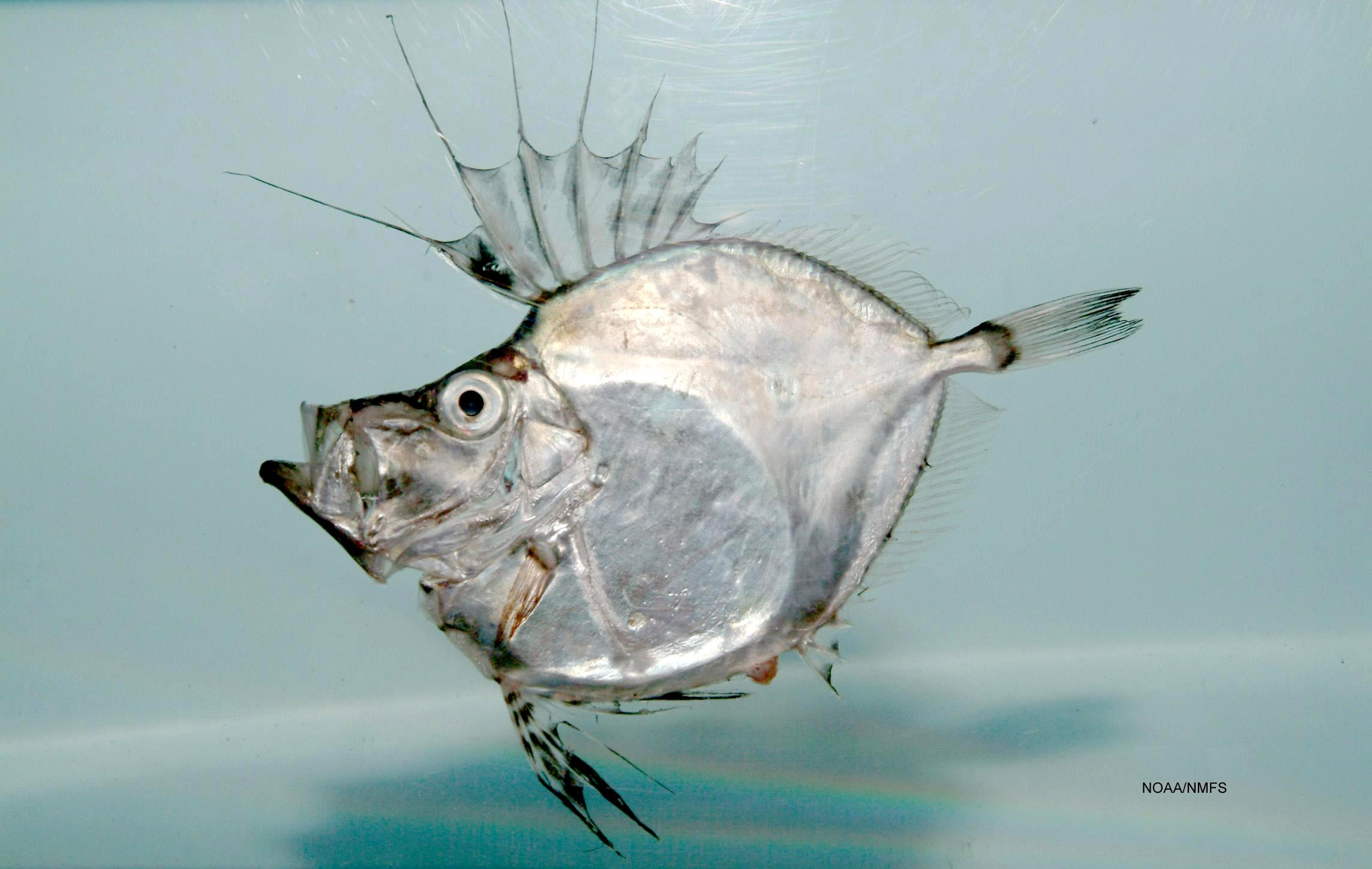
Zenopsis conchifer

Gli Zeidae Latreille, 1825 sono una famiglia di pesci ossei d'acqua salata, appartenenti all'ordine Zeiformes.

## Distribuzione e habitat
Sono diffusi in tutti gli oceani (esclusi quelli polari), sono particolarmente comuni nei mari temperati dell'emisfero australe.
Nel mar Mediterraneo è presente una sola specie, il pesce San Pietro (Zeus faber).
Sono diffusi soprattutto in acque abbastanza profonde, nel piano circalitorale e nel piano batiale.

## Descrizione
Si tratti di animali caratteristici, con corpo alto e molto schiacciato lateralmente e con testa di grandi dimensioni. La bocca è molto grande e si allunga a tubo. Le pinne dorsali sono due più o meno contigue, la prima porta raggi spinosi molto robusti accompagnati talvolta da espansioni filiformi. La pinna caudale è arrotondata. Le basi delle pinne dorsale ed anale sono ricoperte di placchette ossee spinose, anche il ventre porta una carena di scaglie appuntite. Le scaglie sono assenti o molto ridotte.
La colorazione è argentea nelle specie del genere Zenopsis e brunastra con un vistoso ocello scuro negli Zeus.
La taglia non supera il metro.

## Biologia
Sono predatori e si cibano in prevalenza di piccoli pesci. Uova e larve sono pelagiche.

## Pesca
Si catturano prevalentemente con reti a strascico e palamiti ed hanno carni di grande valore gastronomico.

## Specie
- Genere Zenopsis
  - Zenopsis conchifer
  - Zenopsis nebulosa
  - Zenopsis oblongus
  - Zenopsis stabilispinosa

Genere Zeus
- - Zeus capensis
  - Zeus faber